# La bête se réveille
Pour plus de détails, voir Fiche technique et Distribution.
La Bête se réveille (Lo sconosciuto di San Marino) est un drame psychologique italien réalisé par Michał Waszyński et Vittorio Cottafavi et sorti en 1948.

## Synopsis
Parmi les nombreux réfugiés qui parviennent à Saint-Marin pendant la Seconde Guerre mondiale, arrive un jour un étranger qui semble avoir perdu la mémoire. L'étranger attire la sympathie des habitants, notamment celle d'une jeune prostituée, pour son caractère doux et gentil. En apprenant la nouvelle de la chute de la Ligne gothique, Don Antonio organise une procession à laquelle assiste l'étranger, qui se voit en habits nazis prêt à ordonner le massacre des fidèles. Sa mémoire ainsi retrouvée, il attaque la foule en procession, mais, saisi de remords, il est horrifié et se jette dans un champ de mines.

## Fiche technique
- Titre français : La Bête se réveille[1]
- Titre original italien : Lo sconosciuto di San Marino[2]
- Réalisateur : Michał Waszyński, Vittorio Cottafavi
- Scénario : Vittorio Cottafavi, Giulio Morelli, Cesare Zavattini
- Photographie : Arturo Gallea
- Montage : Mario Serandrei
- Musique : Alessandro Cicognini
- Décors : Boris Bilinsky, Vittorio Valentini, Elso Valentini
- Costumes : Boris Bilinsky
- Maquillage : Amato Garbini (it)
- Production : Giampaolo Bigazzi
- Société de production : Film Gamma
- Pays de production :  Italie
- Langue originale : italien
- Format : Noir et blanc - 1,37:1 - Son mono - 35 mm
- Durée : 85 minutes
- Genre : Drame psychologique
- Dates de sortie :
  - Italie : 21 janvier 1948
  - France : 7 mai 1951
  - Belgique : 11 mai 1951

## Distribution
- Anna Magnani : Liana, la prostituée
- Vittorio De Sica : Léo, l'athée
- Aurel Milloss : l'étranger
- Antonio Gandusio : Don Antonio, le curé de la paroisse
- Irma Gramatica : Agata, la gouvernante
- Fausto Guerzoni : le sacristain
- Giuseppe Porelli : Filippo, le chauffeur
- Renata Bogdańska : Wanda, chanteuse polonaise
- Franca Belli : Beatrice, la femme de Leo
- Fadoriga Andrejewska : Bianca, l'épouse de Filippo
- Furlanetto : un client chauve
- Aristide Garbini : le maître de cérémonie
- Vittorio Campi : un sergent